# HY Velorum
HY Velorum eller HD 74560, är en dubbelstjärna i den södra delen av stjärnbilden Seglet. Den har en genomsnittlig skenbar magnitud av ca 4,83 och är svagt synlig för blotta ögat där ljusföroreningar ej förekommer. Baserat på parallax enligt Gaia Data Release 2 på ca 7,11 mas, beräknas den befinna sig på ett avstånd på ca 460 ljusår (141 parsek) från solen. Den rör sig bort från solen med en heliocentrisk radialhastighet på ca 16 km/s.
HY Velorum bildar med största sannolikhet ett gravitationsbundet par med dubbelstjärnan KT Velorum (HD 74535) med magnituden 5,45. Båda ingår i den öppna stjärnhopen IC 2391. År 1998 hade HY Velorum och KT Velelorum en vinkelseparation på 76,1 bågsekunder vid en positionsvinkel på 311°.

## Egenskaper
Primärstjärnan HY Velorum Aa är en blå underjättestjärna av spektralklass B3 IV. Den har en massa som är ca 5,4 solmassor och utsänder från dess fotosfär energi motsvarande ca 830 gånger solen vid en effektiv temperatur av ca 16 900 K.
HY Velorum är en enkelsidig spektroskopisk dubbelstjärna med en omloppsperiod på 8,4 dygn och en excentricitet på 0,24. Den synliga komponenten har ett a sin i-värde på 0,006 AE, där a är halva storaxeln och i är den (okända) omloppslutningen till siktlinjen.

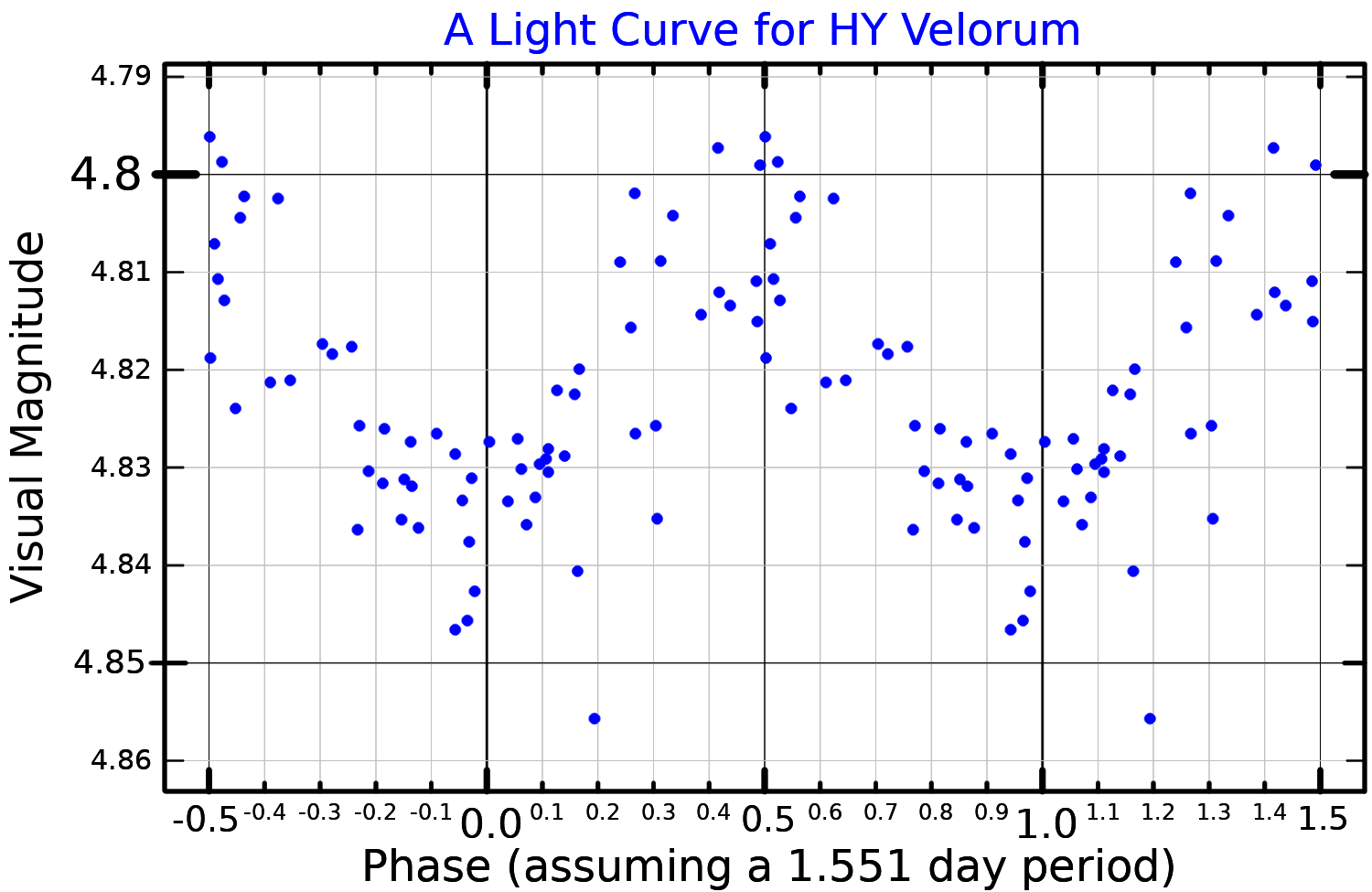
En ljuskurva i visuella bandet för HY Velorum, anpassat från Waelkens och Rufener (1985)

Primärstjärnan är en långsamt pulserande stjärna av spektraltyp B som har minst tre pulseringslägen, där det dominerande läget har en frekvens på 0,64472 cykler per dygn, motsvarande den katalogiserade perioden på 1,55106 dygn.